# Jorge María Mejía

Kardinalswappen von Jorge María Mejía

Jorge María Kardinal Mejía (* 31. Januar 1923 in Buenos Aires, Argentinien; † 9. Dezember 2014 in Rom) war ein Kurienkardinal der römisch-katholischen Kirche. Er war von 1998 bis 2003 Archivar und Bibliothekar der Heiligen Römischen Kirche.

## Leben
Jorge María Mejía studierte Katholische Theologie und Philosophie am Seminar von Villa Devoto und empfing im Jahre  1945 das Sakrament der Priesterweihe. Nach weiterführenden Studien in Rom wurde er an der Päpstlichen Universität Heiliger Thomas von Aquin zum Doctor theologiae promoviert. Am Päpstlichen Bibelinstitut absolvierte er ein Lizenziatsstudium in Biblischer Theologie und von 1962 bis 1963 ein Aufbaustudium am Jerusalemer Bibelinstitut.
Er war Professor für Exegese des Alten Testaments an der Katholischen Universität von Buenos Aires. Zudem war er Professor für biblisches Griechisch, Hebräisch und Archäologie an der gleichen Fakultät. Er war Professor der Heiligen Schrift am Instituto de Cultura Religiosa Superior und dem Institut der Maristen in Argentinien. Außerdem war er Gastprofessor am Ökumenischen Institut für Theologische Studien Tantur in Israel. Er war Herausgeber einer katholischen Zeitschrift und Beobachter beim Zweiten Vatikanischen Konzil. 1966 wurde er zum Direktor der Kommission für Ökumene der Erzdiözese Buenos Aires ernannt; 1967 bis 1977 folgte das Amt des Sekretärs beim lateinamerikanischen Amt für Fragen der Ökumene der CELAM. Von 196* bis 1972 war er Vorsitzender des Ausschusses und Vorstand des Katholischen Weltverbandes für die Bibelpastoral. Als Nachfolger von Gustavo Franceschi war er von 1956 bis 1977 Direktor der katholischen Zeitschrift Criterio. 
1977 wurde er zum Sekretär der Kommission für die Beziehungen zwischen dem Heiligen Stuhl und den Juden. Am 20. September 1979 wurde er von Papst Johannes Paul II. zum Kaplan Seiner Heiligkeit ernannt. 
Am 8. März 1986 ernannte ihn Papst Johannes Paul II. zum Vizepräsidenten der Päpstlichen Kommission Iustitia et Pax und zum Titularbischof von Apollonia. Am 12. April 1986 empfing er durch Roger Kardinal Etchegaray die Bischofsweihe. Mitkonsekratoren waren die Kurienbischöfe Eduardo Martínez Somalo und Antonio María Javierre Ortas SDB.
Am 5. März 1994 wurde Mejía zum Sekretär der Kongregation für die Bischöfe ernannt und gleichzeitig unter Beibehaltung seines Titularsitzes pro hac vice zum Erzbischof erhoben. Fünf Tage später wurde er zudem zum Sekretär des Kardinalskollegiums ernannt. Am 7. März 1998 wurde er zum Archivar und Bibliothekar der Heiligen Römischen Kirche berufen. Er war zudem Berater des Päpstlichen Rates für die Laien und der Kommission für die religiösen Beziehungen zum Judentum sowie Mitglied des Päpstlichen Rates für Seelsorge für die Migranten.
Am 21. Februar 2001 nahm ihn Papst Johannes Paul II. als Kardinaldiakon mit der Titeldiakonie San Girolamo della Carità in das Kardinalskollegium auf.
Am 24. November 2003 nahm Johannes Paul II. Mejías aus Altersgründen vorgebrachtes Rücktrittsgesuch an. Wegen Überschreitung der Altersgrenze nahm er nicht am Konklave 2005 und am Konklave 2013 teil.
Am 21. Februar 2011 wurde er unter Beibehaltung seiner pro hac vice zur Titelkirche erklärten Titeldiakonie zum Kardinalpriester erhoben.
Am 12. März 2013 erlitt er einen Herzinfarkt und wurde daraufhin in ein römisches Spital eingeliefert. Dort lag Kardinal Mejía bis zu seinem Tod im Dezember 2014.

## Mitgliedschaften
Kardinal Mejía war Mitglied folgender Einrichtungen der Römischen Kurie:
- Kongregation für die Selig- und Heiligsprechungsprozesse (seit 2001)[3]
- Päpstlicher Rates für Gerechtigkeit und Frieden (seit 2001)[4]
- Päpstlicher Rates für den Interreligiösen Dialog (seit 2001)[4]
- Päpstlicher Rat für die Kultur (seit 2001)[4]
- Päpstliche Kommission für die Kulturgüter der Kirche (seit 2001)[4]